# Andy Wilson (Radsportler)
Andrew „Andy“ Wilson (* 1902 in Kingston upon Hull; † 21. April 1926 in York) war ein britischer Radrennfahrer.

## Sportliche Laufbahn
Wilson war im Straßenradsport aktiv. Er war Teilnehmer der Olympischen Sommerspiele 1924 in Paris. Im olympischen Straßenrennen belegte er den 22. Platz. In der Mannschaftswertung kam das britische Team mit Andy Wilson auf den 7. Platz.  
1922 gewann Wilson die nationale Meisterschaft über 50 Meilen. Er vertrat Großbritannien bei den Straßenradsport-Weltmeisterschaften 1923 (18. Platz), 1924 (13. Platz) und 1925 (21. Platz). Wilson stellte eine Reihe von Rekorden in britischen Langstreckenrennen auf. Er starb an den Folgen einer Erkältung, die er sich bei einem Rennen zugezogen hatte. Er startete für den Verein „Yorkshire RC“.